# Terezie Tománková
Terezie Tománková (též Kašparovská, * ‎20. července 1978 Brumov-Bylnice) je česká televizní moderátorka zpravodajského kanálu CNN Prima News, kde kromě jiného moderuje diskusní pořad Partie Terezie Tománkové.

## Život
Vystudovala žurnalistiku na Univerzitě Palackého v Olomouci, kde získala akademický titul Mgr.
Začínala v zlínské regionální televizi Emurfilm jako moderátorka zpráv, která se připojovala do vysílání TV Nova a Tv Prima.
V roce 2000 se stala reportérkou a parlamentní zpravodajkou televize Prima. Následně se stala jednou z moderátorek hlavní zpravodajské relace televize Prima, kterou moderovala ve dvojici nejdříve s Jiřím Chumem, posléze s Tomášem Drahoňovským a nakonec s Tomášem Hauptvogelem. V roce 2018 s moderováním zpravodajské relace skončila, jelikož se stala vedoucí publicistické redakce televize Prima. Od roku 2014 moderuje také diskuzní pořad TV Prima Partie, který byl později přejmenován na Partii Terezie Tománkové. V lednu 2024 začala opět moderovat hlavní zpravodajskou relaci televize Prima spolu s Petrem Suchoněm, ale jen dočasně, z důvodu mateřské dovolené Evy Perkaussové. Působí také jako externí akademický pracovník na Metropolitní univerzitě Praha.